# Berndt Media
Der Berndt Media-Verlag mit Sitz in Bochum gibt die Monatszeitschriften choices, engels und trailer heraus und vertreibt das Düsseldorfer Kinomagazin biograph. Gründer und Inhaber ist Joachim Berndt.

## Geschichte
Der Berndt Media-Verlag wurde 1986 von Joachim Berndt gegründet. Ursprüngliche Aufgabe war die Generalvertretung der taz im Rhein-Ruhr-Gebiet. Ab April 1989 wurde als erste Eigengründung das Kölner Kinomagazin choices herausgegeben. 2001 wurden die Zeitschriften engels in Wuppertal und trailer für das Ruhrgebiet gegründet. Waren diese anfänglich reine Filmkunstmagazine, so berichteten sie im Laufe der Zeit über das gesamte Spektrum großstädtischer Kultur. Ab 2006 kam ein monatlicher Schwerpunkt zu einem aktuellen gesellschaftspolitischen Thema hinzu, das multiperspektivisch beleuchtet wird. Zusätzlich gibt der Verlag fallweise Sonderpublikationen zu bestimmten Themen wie Tanz NRW, Solidarische Konzepte, Klassik NRW heraus. Außerdem vertreibt der Berndt Media-Verlag das Düsseldorfer Filmmagazin biograph. Die Webseite www.kultur-kino-bildung.de versteht sich als Schaufenster des Berndt Media-Verlags, in dem eine Auswahl von Artikeln aus choices, trailer und engels präsentiert werden. Der Verlag beschäftigt zehn fixe Mitarbeiter, vier Graphiker sowie rund 50 freie Autoren. Gemeinsam mit dem AKAFOE-Kulturbüro boskop bietet er den Kurs Kulturjournalismus an der Ruhr-Universität Bochum an.

## Mitgliedschaften
Der Berndt Media-Verlag ist seit Ende der 1990er Jahre Mitglied im Bundesdeutschen Arbeitskreis für Umweltbewusstes Management e. V., kurz B.A.U.M., ein Netzwerk für nachhaltiges Wirtschaften. Da er den B.A.U.M.-Kodex für nachhaltiges Wirtschaften unterzeichnet hat, darf das B.A.U.M.-Logo auf den Heften angebracht werden. Inhaber Joachim Berndt ist Mitglied bei Greenpeace und Attac sowie Genossenschaftler bei der taz.
Der Berndt Media-Verlag ist Mitglied in der Informationsgemeinschaft zur Feststellung der Verbreitung von Werbeträgern (IVW).

## Gestiftete Preise
Der Berndt-Media-Verlag hat mehrere Preise gestiftet, u. a. den „choices Publikumspreis - Cineasia Award 2007“ beim cineasia filmfestival #6, den „choices Publikumspreis Internationaler Wettbewerb“ beim Europäischen Kurzfilmfestival unlimited #1, den „choices Publikumspreis“ beim Kurzfilmfestival short cuts cologne 2006, den „trailer-Querdenker-Preis“ bei blicke. Filmfestival aus dem Ruhrgebiet 2008,  „trailer-ruhr Publikumspreis“ beim Internationalen Frauenfilmfestival (IFFF) Dortmund | Köln 2009, den „Berndt Media Preis - Bester Filmtitel“ beim Kinofest Lünen. Die Preise werden in Form einer Statue oder Urkunde übergeben.